# Slightly Stoopid (album)
 (février 2023).
Si vous disposez d'ouvrages ou d'articles de référence ou si vous connaissez des sites web de qualité traitant du thème abordé ici, merci de compléter l'article en donnant les références utiles à sa vérifiabilité et en les liant à la section « Notes et références ».
Albums de Slightly Stoopid
Longest Barrel Ride
(1998)
Slightly $toopid est le premier album studio du groupe Slightly Stoopid, sorti en 1996, sur le label Skunk Records. Sur la version originale de 1996, deux pistes bonus sont incluses. La première, Prophet, a été enregistrée avec Bradley Nowell, de Sublime jouant de la basse. La deuxième piste bonus est Guava Jelly, une reprise de Bob Marley.
Seules 1000 copies de cet album ont été faites. En raison d'une très importante demande, il a été réédité sur un double-album avec leur second album, Longest Barrel Ride.

## Liste des titres
1. Righteous Man
2. Operation
3. Hey Stoopid (live)
4. Civil Oppression Dub
5. Zero Tolerance
6. Alibis
7. Anti-Socialistic
8. Opportunities
9. Smoke Rasta Dub
10. Stop
11. Wake Up Late
12. Fuck The Police
13. American Man
14. To A Party